# Ruy Franco de Almeida Junior
Ruy Franco de Almeida Junior, genannt Ruy, (* 26. Januar 1989 in Itapeva) ist ein brasilianischer Fußballspieler. Der spielstarke Fuß des offensiven Mittelfeldspielers ist der Linke.

## Karriere
Ruy begann seine Laufbahn bei Coritiba FC. Hier schaffte der Spieler zunächst aber nicht den Sprung in den Profikader. Zur Saison 2010 wurde der Spieler an den Vilhena EC ausgeliehen. Mit diesem bestritt er sein erstes Spiel als Profi. Am 25. Februar 2010 wurde Ruy im Copa do Brasil Spiel gegen Athletico Paranaense in der 55. Minute eingewechselt. Zur Saison 2011/12 wechselte der Spieler auf Leihbasis nach Portugal. Beim Drittligisten GD Ribeirão kam zu einem Einsatz im portugiesischen Pokalwettbewerb in der Saison sowie acht Ligaeinsätzen. Ruy blieb aber nur die Saison in Portugal und kehrte bereits 2012 wieder zurück nach Brasilien. Hier wurde er zunächst wieder an unterklassige Klubs ausgeliehen. 2015 kam er zu ersten Einsätzen in seinem Stammklub. Insgesamt konnte er in der Saison 18 Erstligaeinsätze und drei Spiele im Pokalwettbewerb bestreiten. In beiden Wettbewerben gelang ihm jeweils ein Tor. Sein erstes Erstligator gelang ihm am 21. Juni 2015 im Spiel gegen Athletico Paranaense in der 77. Minute. In den Jahren 2015 und 2016 kam Ruy bei Coritiba regelmäßig zu Einsätzen. Nachdem Ruy noch für Coritiba in der Staatsmeisterschaft aufgelaufen war, wurde er noch während des laufenden Wettbewerbs für den Rest der Saison 2017 an den América Mineiro ausgeliehen. Mit América erreichte Ruy die Meisterschaft in der Série B 2017. Zum Titelgewinn steuerte er in 22 Spielen sechs Tore bei. Durch den Sieg qualifizierte América sich für die Série A und wollte Ruy auch für die Saison 2018 verpflichten, Coritiba widersprach aber diesem Wunsch. Er kehrte zunächst zu Coritiba zurück, wurde aber nach vier Spielen in der Staatsmeisterschaft für den Rest des Jahres wieder an América ausgeliehen. Zur Saison 2019 schloss sich das nächste Leihgeschäft für Ruy an. Er kam für ein Jahr zum EC Vitória.
In die Saison 2020 startete Ruy zunächst wieder mit Coritiba, nachdem er über die Rolle eines Reservespieler nicht hinauskam, kündigte er im September seinen Vertrag mit Klub. Er unterzeichnete beim Náutico Capibaribe. Der Vertrag erhielt eine Laufzeit bis zum Ende der Staatsmeisterschaft von Pernambuco 2021. In der Série B 2020 bestritt Ruy noch 18 Spiele (ein Tor). Im Februar 2021 kündigte Náutico den Vertrag mit Ruy vorzeitig. Noch im selben Monat unterzeichnete Ruy beim Paysandu SC. Hier war Ruy nur 2021 aktiv, 2022 wurde er an unterklassige Klubs ausgeliehen. Für 2023 unterzeichnete er beim Concórdia AC.

## Erfolge
Operário
- Staatsmeisterschaft von Paraná: 2015

América Mineiro
- Série B: 2017

Paysandu
- Staatsmeisterschaft von Pará: 2021